# Carlos Forcadell Álvarez
Carlos Forcadell Álvarez (Saragossa, 1946) és un historiador aragonès. És catedràtic d'Història Contemporània a la Universitat de Saragossa i dirigeix la Institución Fernando el Católico des de 2007. Pel setembre de 2008 l'Ajuntament de Saragossa el nomena Cronista Oficial de la ciutat. També és president de l'Asociación de Historia Contemporánea.
Va estudiar en les facultats de Dret i de Filosofia i Lletres de la Universitat de Saragossa i va obtenir el premi extraordinari de llicenciatura corresponent a la secció d'Història de la Facultat de Lletres (1969). Una beca del Govern alemany el va portar a estudiar en la Universitat de Heidelberg. Va treballar durant dos anys en el Seminari d'Història, va investigar a l'Institut für Sozial und Wirtchschaftgeschichte i va impartir classes al Dolmetscher Institut d'aquesta Universitat.
De retorn a Espanya, va impartir docència en l'Institut de Ciències de l'Educació de la Universitat de Bilbao, en la Facultat de Ciències Econòmiques i Empresarials de Saragossa, a la Universitat del País Basc i a la Facultat de Filosofia i Lletres de Saragossa, on és catedràtic.
S'ha centrat en la història social i del moviment obrer en l'Espanya contemporània (la seva tesi doctoral va tractar sobre El movimiento obrero español ante la Gran Guerra) i és autor de nombroses publicacions sobre aquesta matèria. La seva altra gran àrea d'interès és la història contemporània aragonesa.

## Obres
- Parlamentarismo y bolchevización. El movimiento obrero español, 1914-18 (1978)
- Historia de la Prensa Aragonesa (amb Eloy Fernández Clemente, 1979)
- Historia del Socialismo en Aragón (1979
- «Los estudios de Historia Agraria en Aragón» (amb Sarasa y Colás); en III J.E.A.E.S.A., Zaragoza, 1981.
- Tres estudios de Historia Económica de Aragón (1982)
- Historia de la Universidad de Zaragoza (1845-1868) (1983)
- Las Internacionales Obreras (amb Fernando Claudín); Historia 16, Madrid, 1985.
- Aragón contemporáneo: estudios (amb Eloy Fernández Clemente, 1986).
- Banco Zaragozano: 75 aniversario, 1910-1985 (1986)
- El regeneracionismo turolense a finales del siglo XIX (1993)
- Historia contemporánea de Aragón (1993)
- Andalán, 1972-1987: los espejos de la memoria (1997)
- Historia de Aragón (1998)